# Mons-en-Pévèle

Mons-en-Pévèle este o comună în departamentul Nord, Franța. În 1 ianuarie 2022 avea o populație de 2.077 de locuitori.